# Église Saint-Dominique de Cagli
L'église Saint-Dominique de Cagli (en italien, Chiesa di San Domenico) se situe à Cagli, une ville située dans la province de Pesaro et d'Urbino dans les  Marches. 

## Historique
L'église dédiée à l'origine à saint Jean Baptiste, et aujourd'hui dite de San Domenico, a été édifiée par les Celestini après le transfert de la ville en 1289 ;  elle se présente avec le portail de la façade de 1483, l’abside de 1655 et le campanile de 1654.

## Description

### Extérieur
L'église Saint-Dominique de Cagli se situe via Lapis en plein centre historique. L'église qui est de style roman possède une abside circulaire et une crypte orientée vers l'Est. L'entée principale de l'édifice est à l'Ouest, et son portail style renaissance est construit en pierre de deux tons. 
La partie haute de la façade principale est dominée par une rosace désormais murée dans la partie supérieure. Les murs de l'église sont lisses et la grande corniche est réalisée avec la même pierre blanche des murs.

### Intérieur
L'intérieur de l'édifice est à une seule nef, le toit est à double penchant avec de grandes fermes en bois. 
Actuellement l'église possède six autels construits à différentes époques entre les XVIe et XVIIe siècles. 
Dans le premier autel latéral gauche se trouve le retable d'école napolitaine représentant le Miracle de Soriano datable de la première moitié du XVIIe siècle ; à son côté se trouve le monument funéraire commandé par Pietro Tiranni en 1481 pour son épouse Battista. Celui-ci a aussi commandé à Giovanni Santi, père de Raphaël, la fresque représentant Le Christ dans le sarcophage entre saint Jérôme et saint Bonaventure. 
Le deuxième autel sur la gauche avec la Cappella Tiranni est l'œuvre de Giovanni Santi. 
Dans une niche du troisième autel sur la gauche, se trouve la statue en bois du XXe siècle de la Madonna del Rosario. 
Juste à côté des fresques du XIVe siècle affleurent sous la couche d’enduit de 1576. 
Au centre de l'abside se trouve le retable Visione di San Giacinto, daté du XVIIe siècle, d'un peintre anonyme de l'école de Federico Barocci. 
Dans le presbytère, sur le côté gauche du maître-autel, se trouve la Vierge à l'Enfant et les saints Antoine et Léonard et le Père Éternel, une œuvre de la fin du Cinquecento, qui présente des influences maniéristes et flamandes. 
De l'autre côté du presbytère, sur le côté droit, se trouve une fresque de L'Annonciation attribuée à Timoteo Viti. 
Dans le troisième autel latéral de droite, se trouve le retable du Seicento représentant Salvator Mundi et des saints dominicains et dans le second autel latéral droit  Le Christ montre son flanc à sainte Catherine de Sienne, une peinture à l'huile du Settecento.
Enfin, dans le premier autel latéral de droite, se trouve le retable du Settecento de  La Présentation au Temple de Gaetano Lapis,

### La crypte
Un escalier situé à côté de la Cappella Tiranni donne accès à la crypte qui possède sept piliers quadrangulaires faits de blocs de pierre taillée avec des lésène et des ogives qui soutiennent les voûtes d'arêtes. La crypte est décorée à fresque avec des scènes de La Circoncision, La Nativité, La Visitation et L'Annonciation, attribuées à Antonio Viviani. 
Sur le sol se trouve une petite pierre tombale avec la dépouille du père Michele Arcangelo Nanni da Cagli, mort en tant que saint au  XVIIe siècle. 
À côté de l'abside se trouve une salle surmontée par une voûte en berceau à laquelle on accédait par un arc maintenant muré. 
Dans la paroi du fond on aperçoit une sorte de cuniculus souterrain partiellement écroulé et à côté de la crypte se trouve la Scala Santa (« Sainte Échelle ») ouverte par le pape Pie XI lors de l'Année sainte.

### Œuvres

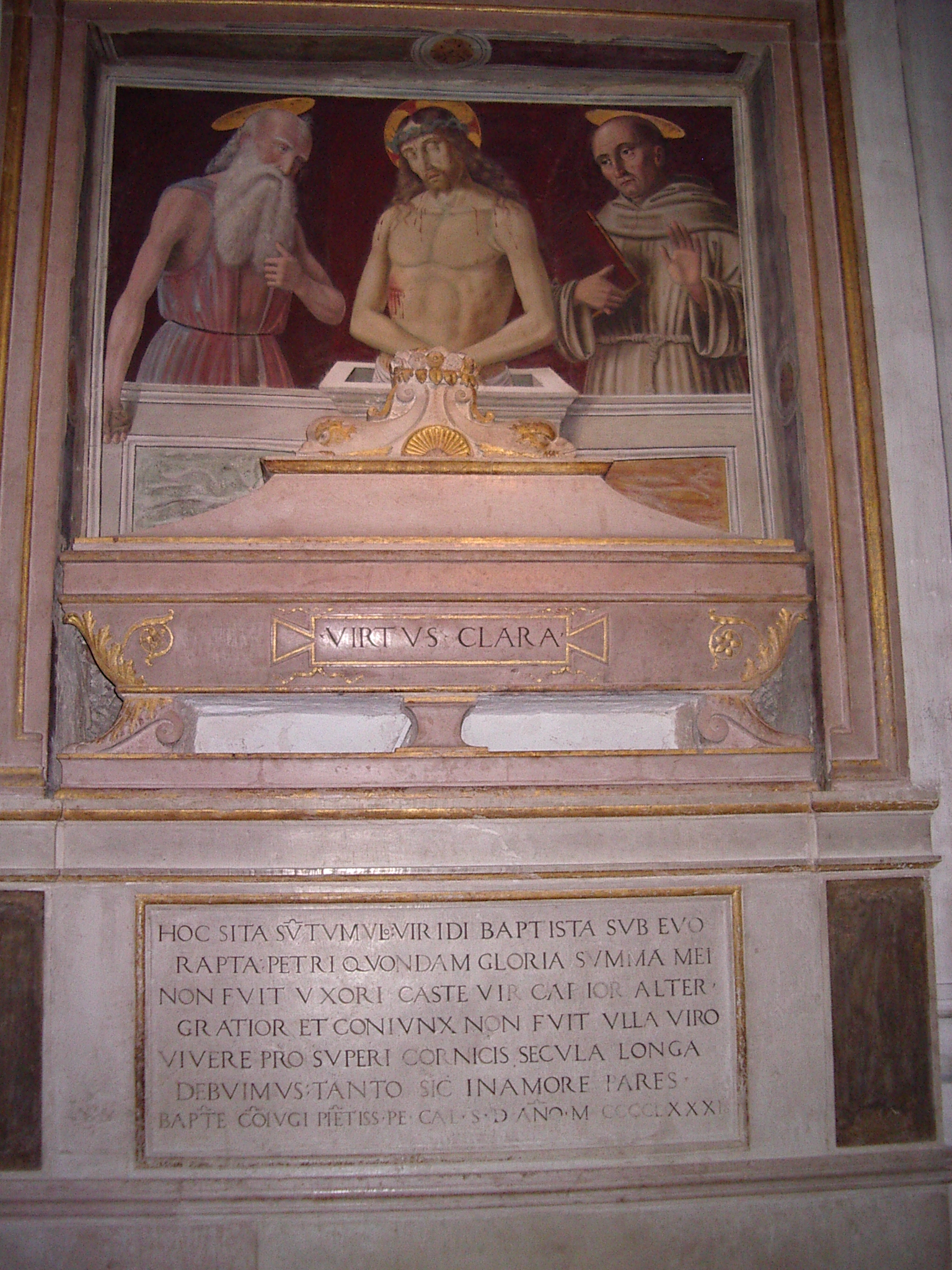
Le Christ dans le sarcophage entre saint Jérôme et saint Bonaventure, Giovanni Santi.

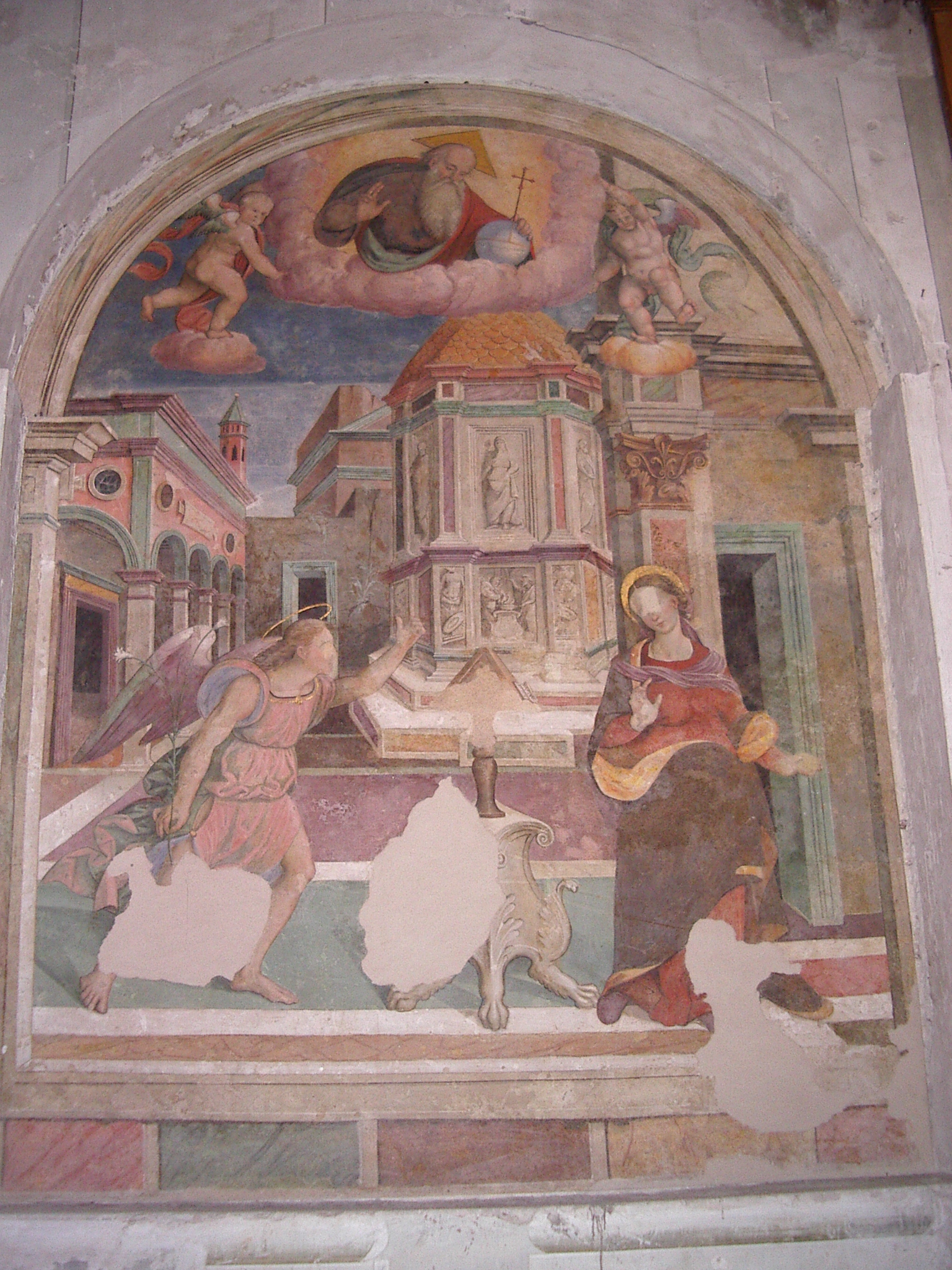
Miracle de Soriano, peintre anonyme

- Annonciation, fresque, Timoteo Viti,
- Miracle de Soriano (première moitié du XVIIe siècle), retable, peintre anonyme de l'école napolitaine,
- Cappella Tiranni et Le Christ dans le sarcophage entre saint Jérôme et saint Bonaventure (vers 1480), Giovanni Santi,
- Visione di San Giacinto (XVIIe siècle), peintre anonyme de l'école de Federico Barocci,
- Vierge à l'Enfant, les saints Antoine et Léonard et le Père Éternel (fin XVIIe siècle),
- Salvator Mundi et des saints dominicains (XVIIe siècle),
- Le Christ montre son flanc à sainte Catherine de Sienne (XVIIIe siècle),
- Présentation au Temple, retable, Gaetano Lapis,
- Circoncision, Nativité, Visitation et Annonciation, fresques, Antonio Viviani.

## Sources
- Voir liens externes